# Emanuel Ikäläinen
Pour les articles homonymes, voir Ikäläinen.
Emanuel Ikäläinen (né le 20 décembre 1869 à Helsinki et décédé le 26 septembre 1947 à Keitele) est un ingénieur en construction finlandais.

## Carrière
Diplômé de l'Académie des beaux-arts d'Helsinki en 1890 et de l'école industrielle d'Helsinki (fi) en 1892.
Il a conçu de nombreux bâtiments de style Jugend avec Kauno Kallio et Werner von Essen.

## Ouvrages
| Nom           | Lieu           | Architecte                                              | Année | Réf. |
| ------------- | -------------- | ------------------------------------------------------- | ----- | ---- |
| Laivastokontu | Katajanokka    | Emil Werner von Essen, Kauno Kallio & Emanuel Ikäläinen | 1910  |      |
| Linna         | Katajanokka    | Emil Werner von Essen, Kauno Kallio & Emanuel Ikäläinen | 1906  |      |
| Louhi         | Katajanokka    | Emanuel Ikäläinen                                       | 1902  |      |
| Norma         | Katajanokka    | Emil Werner von Essen, Kauno Kallio & Emanuel Ikäläinen | 1904  |      |
| Globus        | lycée de Kotka | Emil Werner von Essen, Kauno Kallio & Emanuel Ikäläinen | 1911  |      |